# Suoni la tromba
Suoni la tromba, o Suoni la tromba, e intrepido, è una cabaletta tratta dall'opera I puritani (1835) di Vincenzo Bellini. 
Considerata l'inno nazionale mancato della Sicilia, deve questa fama all'utilizzo fattone nel corso della rivoluzione siciliana del 1848 e del conflitto siciliano scoppiato durante la seconda guerra mondiale.

## Storia
La cabaletta rappresenta uno dei brani più iconici de I puritani, ultima opera composta dal catanese Vincenzo Bellini prima della sua morte a soli 34 anni. Essa immortala il duetto tra i personaggi Giorgio e Riccardo alla fine del secondo atto dell'opera. Il testo fu scritto dal librettista Carlo Pepoli.

### Rivoluzione siciliana del 1848
Guardata con sospetto dai Borbone di Napoli a causa dei suoi richiami alla libertà, nel territorio del Regno delle Due Sicilie ne fu imposta la modifica del testo, sostituendo la parola "lealtà" a "libertà". Dopo lo scoppio della rivoluzione siciliana, la cabaletta fu adottata dai patrioti siciliani quale ideale inno di lotta.
A Palermo gli insorti intitolarono a Vincenzo Bellini il Real Teatro Carolino, nell'odierna Piazza Bellini, e proprio in questo teatro si svolsero numerose esecuzioni della cabaletta, come quella cantata dalla celebre soprano Teresa Parodi il 26 febbraio 1848. La notizia dell'uso della musica di Bellini come inno siciliano giunse persino negli Stati Uniti d'America, dove ad occuparsene fu la North American Review.

### Conflitto siciliano (1944-1946)
Nel 1944, al culmine del conflitto che avrebbe poi condotto all'approvazione dell'autonomia speciale, il Movimento per l'Indipendenza della Sicilia adottò la cabaletta come futuro inno nazionale dell'auspicata Sicilia indipendente, modificandone il testo in chiave più apertamente politica. Per l'occasione la cabaletta fu ribattezzata con il nome di Sicilia e Libertà.
Nel corso dei decenni successivi, malgrado l'adozione di Madreterra quale inno ufficiale della Regione Siciliana nel 2003, Suoni la tromba è rimasta in auge come storico inno nazionale mancato della Sicilia.

## Nello sport
Suoni la tromba è stata eseguita quale inno siciliano nel corso dell'incontro amichevole di rugby tra Sicilia e Malta disputatosi ad Acireale nel 2014.
Nel 2021 la neonata selezione di calcio della Sicilia ha adottato la cabaletta come inno ufficiale, utilizzandola come tale nelle partite disputate contro Sardegna (2022), Corsica (2023), Saint-Martin e Sardegna (2024).

## Testo
| Originale del 1835 | Versione del 1944 |
| --- | --- |
| Suoni la tromba, e intrepido Io pugnerò da forte Bello è affrontar la morte Gridando: libertà! Amor di patria impavido Mieta i sanguigni allori Poi terga i bei sudori E i pianti la pietà All'alba! Bello è affrontar la morte Gridando: libertà! Suoni la tromba, e intrepido Io pugnerò da forte Bello è affrontar la morte Gridando: libertà! Sia voce di terror Patria, vittoria, onor | Per la Sicilia, intrepido Io pugnerò da forte Bello è affrontar la morte Gridando: libertà! Contro i tiranni italici Nemici della nostra terra Ognun le armi afferra Gridando: libertà! Sicilia! Sicilia! L’oppresso nostro popolo Quest’oggi si ridesta E leva alfin la testa Gridando: libertà! Vogliam che in terra libera Vivan le nostre genti Sorgan voci ardenti Gridando: libertà! Al suon dei bronzi indomiti dei nostri templi santi leviam in alto i canti Sicilia e Libertà |